# ۱۳ دقیقه
۱۳ دقیقه (آلمانی: Elser) یک فیلم درام آلمانی به کارگردانی الیور هیرشبیگل است که در سال ۲۰۱۵ منتشر شد.
این فیلم خارج از بخش مسابقه شصت و پنجمین جشنواره بین‌المللی فیلم برلین به نمایش درآمد.

## خلاصه داستان
در سال ۱۹۳۹ وقتی که آدولف هیتلر میلیون‌ها نفر را با نمایش قدرتش فریب می‌دهد، یک نفر علیه او بپا می‌خیزد.